# Pfarrkirche Übersaxen

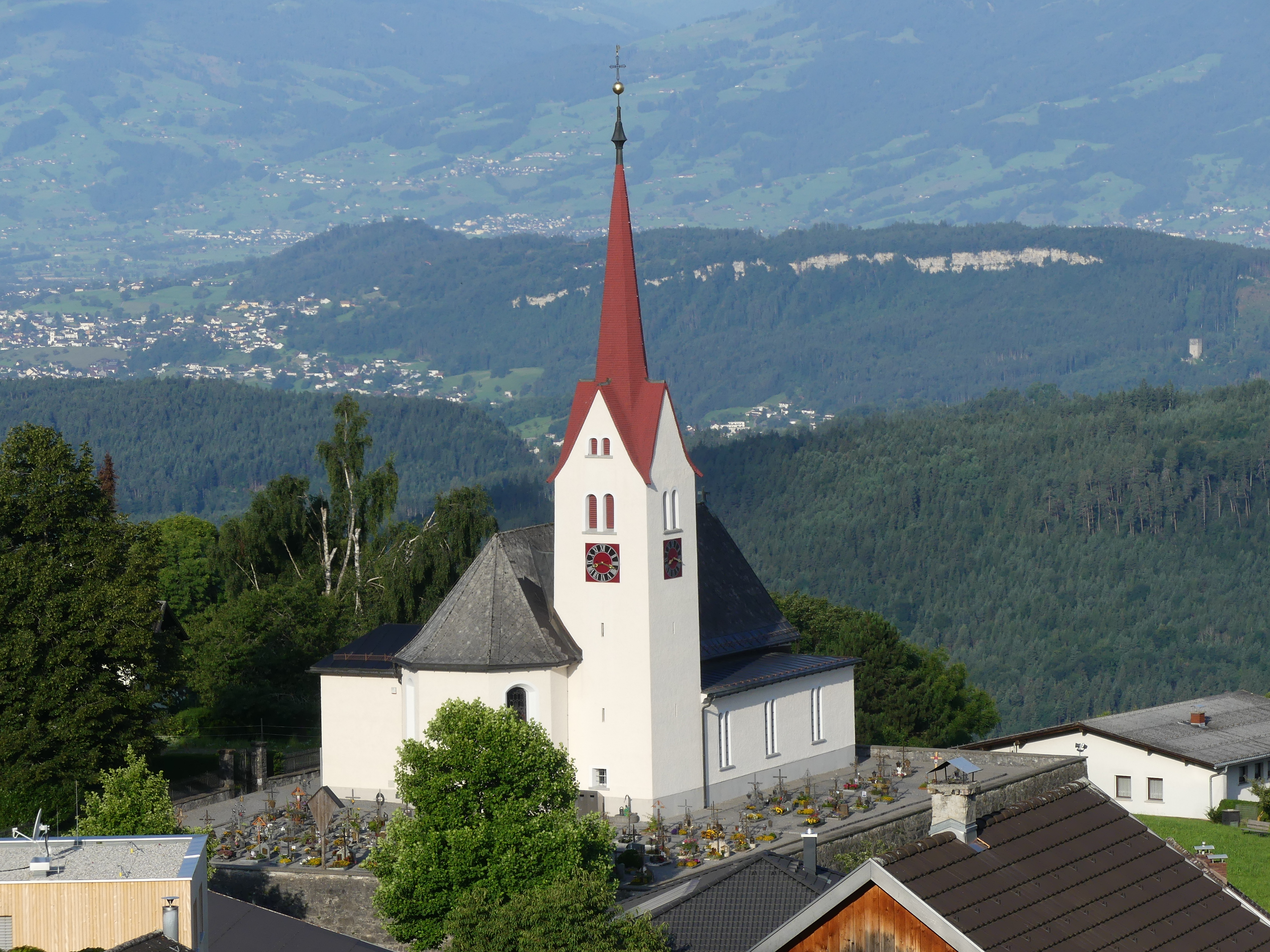
Ansicht von Osten

Die römisch-katholische Pfarrkirche Übersaxen steht exponiert im Süden der Gemeinde Übersaxen im Bezirk Feldkirch in Vorarlberg. Die auf den heiligen Bartholomäus geweihte Pfarrkirche gehört zum Dekanat Rankweil der Diözese Feldkirch. Die Kirche und der Friedhof stehen unter Denkmalschutz.

## Geschichte

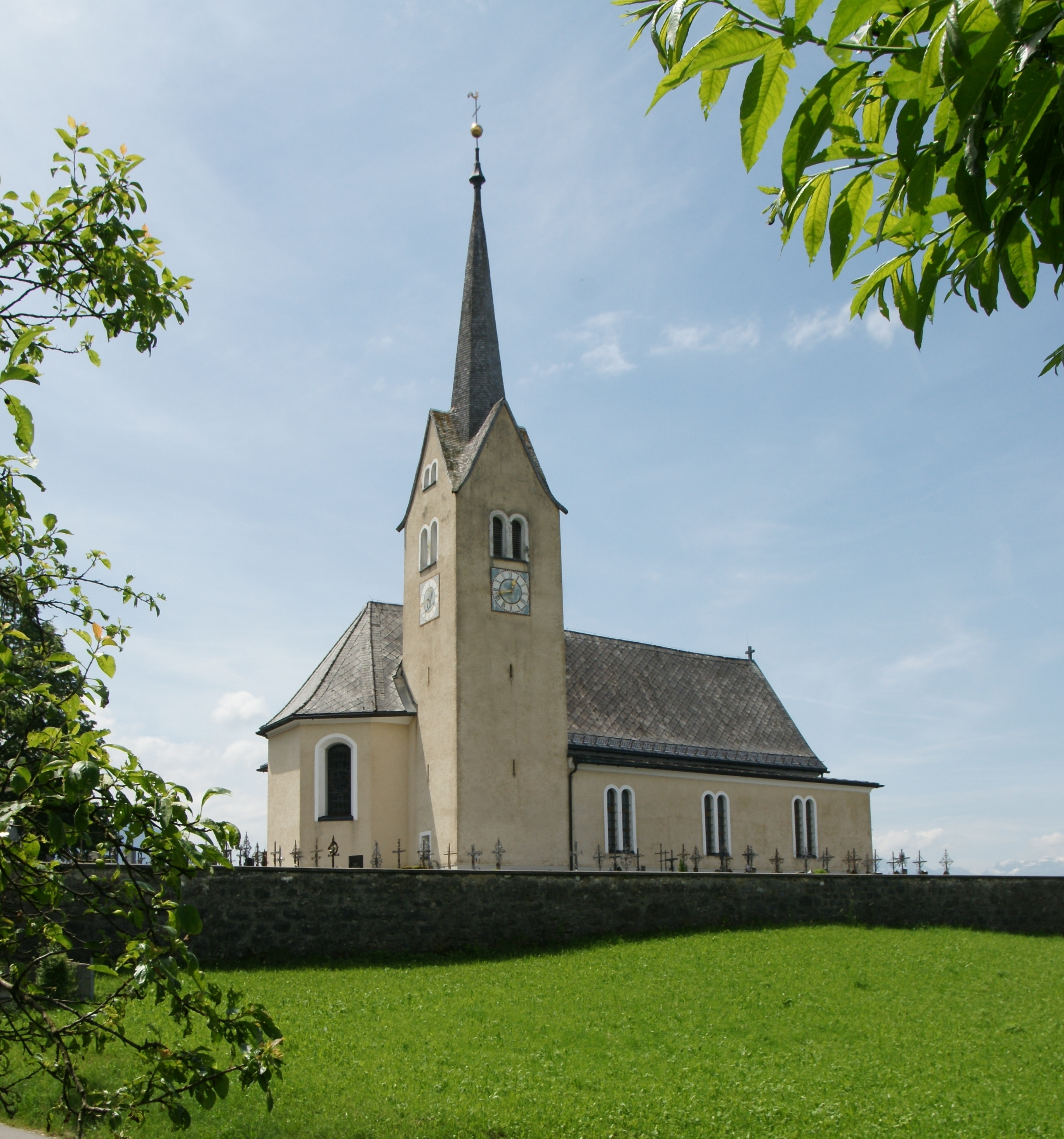
Das Kirchengebäude im Jahr 2010, vor der letzten Renovierung, mit grauem Kirchturmdach und dünklerer Außenfassade

Die ursprüngliche Filiale der Liebfrauenbergkirche in Rankweil wurde 1630 mit einem Kirchenneubau als Stiftung des Kirchpflegers Blasius Künzli ausgebaut und 1637 zur Pfarrkirche erhoben. 1721 und um 1830 waren Restaurierungen. 1896 wurde das Langhaus um zwei Joche vergrößert.
Bei einer umfangreichen Sanierung im Jahre 2016 wurde – neben anderen Ausbesserungsarbeiten – das Kirchturmdach wieder rot gestrichen, wie es ursprünglich war. Auch die gesamte Außenfassade erhielt einen neuen, weißen Anstrich. Das Ziffernblatt der Kirchturmuhr wurde ebenfalls erneuert.

## Architektur
Die nach Norden orientierte barocke Kirche steht in einem ummauerten Friedhof. Das Langhaus und der Chor mit einem Dreiachtelschluss stehen unter einem gemeinsamen Satteldach. Westseitig ist ein Seitenschiff als Beichtkapelle unter einem Flachdach angebaut. Ostseitig ist ein Aufgang zur Empore und die Sakristei angebaut. Der Turm mit gekoppelten Rundbogenschallöffnungen trägt einen Giebelspitzhelm mit weiteren kleineren Rundbogenschallöffnungen in den Giebelfeldern im Norden und Osten. Das Langhaus und der Chor zeigen sich ohne plastische Gliederung.

## Ausstattung

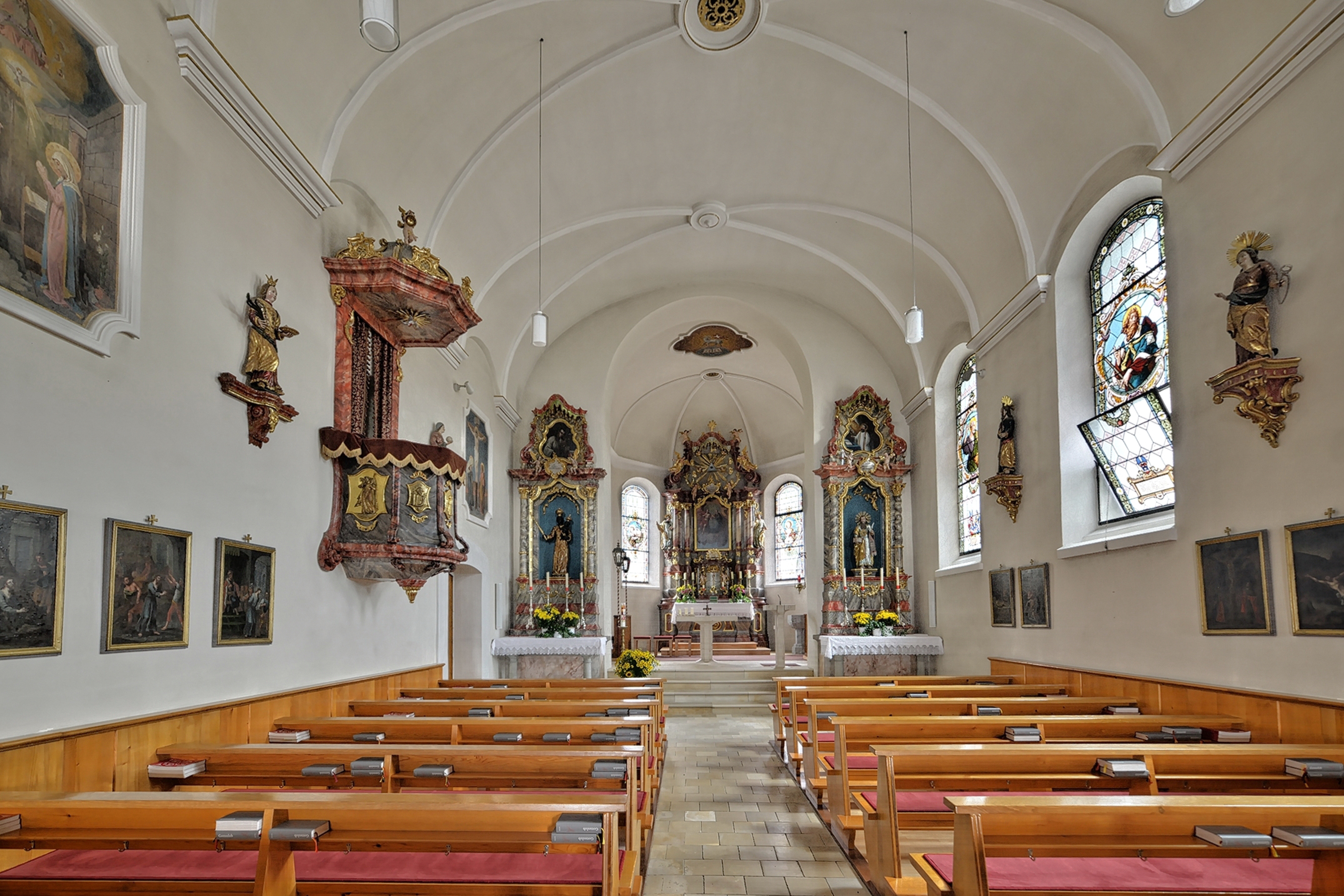
Im Langhaus zum Chor

Der Hochaltar aus dem Ende des 18. Jahrhunderts hat auf einem geschwungenen Grundriss einen Aufbau mit vier Säulen, ein verkröpftes Gebälk und einen Baldachinaufsatz. Er zeigt das Hochaltarbild Dreifaltigkeit und trägt die Figuren Bartholomäus links, Johannes Evangelist rechts, und zwei kniende Engel im Auszug mit vier sitzenden Putten. Der Tabernakel mit Volutenbändern hat zwei kniende Putten und ein Standkreuz. Alle Figuren schuf Josef Klemens Witwer um 1790. Der Hochaltar wurde laut Inschrift in der Kartusche 1913 von Anton Jehly aus Bludenz renoviert.
Die Orgel baute 1894 Anton Behmann. Eine Glocke goss 1846 Joseph Anton Graßmayr.